# Trani Cup 2011
Il Trani Cup 2011 è stato un torneo professionistico di tennis maschile giocato sulla terra rossa. È stata la 9ª ed ultima edizione del torneo, che ha fatto parte dell'ATP Challenger Tour nell'ambito dell'ATP Challenger Tour 2011. Si è giocato a Trani in Italia dal 1° al 7 agosto 2011.

## Partecipanti

### Teste di serie
| Nazionalità | Giocatore         | Ranking* | Testa di serie |
| ----------- | ----------------- | -------- | -------------- |
| Portogallo  | Rui Machado       | 85       | 1              |
| Portogallo  | Frederico Gil     | 93       | 2              |
| Belgio      | Steve Darcis      | 95       | 3              |
| Paesi Bassi | Jesse Huta Galung | 125      | 4              |
| Rep. Ceca   | Ivo Minář         | 148      | 5              |
| Serbia      | Nikola Ćirić      | 153      | 6              |
| Italia      | Matteo Viola      | 155      | 7              |
| Francia     | David Guez        | 167      | 8              |

- Ranking al 25 luglio 2011.

### Altri partecipanti
Giocatori che hanno ricevuto una wild card:
- Andrea Arnaboldi
- Frederico Gil
- Matteo Trevisan
- Adrian Ungur

Giocatori che sono entrati nel tabellone principale come special exempt:
- Maxime Authom
- Jonathan Dasnières de Veigy

Giocatori che sono passati dalle qualificazioni:
- Alberto Brizzi
- Nicolás Pastor
- Pedro Sousa
- Marco Trungelliti

## Campioni

### Singolare
Steve Darcis ha battuto in finale  Leonardo Mayer con il punteggio di 4–6, 6–3, 6–2

### Doppio
Jorge Aguilar /  Andrés Molteni hanno battuto in finale  Giulio di Meo /  Stefano Ianni, 6–4, 6–4